# Bindae-tteok
Le bindae-tteok (빈대떡), ou « crêpe aux haricots mungo », est un type de buchimgae (crêpe coréenne) originaire de la province de Pyongan,. Il est fabriqué en broyant des haricots mungo trempés, auxquels sont ajoutés des légumes et de la viande, frits à la poêle pour obtenir une forme ronde et plate.

## Étymologie et histoire
Le bindae-tteok apparaît pour la première fois sous le nom de binja (빈쟈) dans le Guidebook of Homemade Food and Drinks, un livre de cuisine de 1670 écrit par Jang Gye-hyang. Le mot semble être dérivé de bingjya (빙쟈), la transcription en moyen-coréen du mot hanja (餠𩜼), dont le premier caractère se prononce bǐng et signifie « aliment rond et plat ressemblant à une crêpe, ». [La prononciation et la signification de la deuxième lettre sont inconnues. Tteok (떡) désigne un gâteau cuit à la vapeur, à l'eau ou à la poêle, généralement un gâteau de riz mais dans ce cas une crêpe.
Pendant l'ère Joseon (1392-1897), les foyers les plus riches distribuaient du bindae-tteok aux personnes plus pauvres rassemblées devant la Grande Porte Sud de Séoul pendant les périodes difficiles.
Le bindae-tteok était souvent consommé dans la partie nord-ouest de Hwanghae-do et de Pyeongan-do.

## Préparation
Le bindae-tteok est préparé à partir d'une pâte à base de haricots munie d'une garniture composée de fougères, de porc, de germes de haricots mungo et de baechu-kimchi (kimchi de chou napa).
Pour préparer la garniture du bindae-tteok, la fougère trempée est coupée en petits morceaux, mélangée avec du porc haché et assaisonnée avec de la sauce de soja, des échalotes hachées, de l'ail émincé, du poivre noir moulu et de l'huile de sésame. Les germes de haricot mungo sont lavés, blanchis, coupés en petits morceaux et assaisonnés avec du sel et de l'huile de sésame. Le kimchi est défait et pressé pour enlever sa garniture et l'excès de jus, puis coupé en petits morceaux. Les ingrédients sont ensuite mélangés.
Les haricots mungo lavés, trempés et décortiqués sont broyés avec de l'eau et assaisonnés de sel pour faire la pâte.
La pâte aux haricots mungo est versée à la louche sur une poêle chaude graissée avec une quantité considérable d'huile de cuisson, recouverte de la garniture, puis d'une autre couche de pâte versée sur le dessus de la garniture. Enfin, le bindae-tteok est garni de morceaux de piments verts et rouges coupés en diagonale. Les crêpes sont frites des deux côtés et servies avec une sauce composée de sauce soja, de vinaigre, d'eau et de pignons de pin moulus.